# Daniel Fortea i Guimerà
Daniel Fortea i Guimerà (Benlloc, 28 d'abril del 1878 - Castelló de la Plana, 5 de març del 1953) va ser un editor de música, professor i guitarrista valencià.

## Biografia
Fill de mestre, rebé les primeres nocions musicals del seu pare (el germà gran d'en Daniel, Ramon, acabaria dirigint la banda local). Estudià solfeig, instruments de vent i de corda, i es diu que aprengué el clarinet, la bandúrria i la guitarra i, de gran, el piano i una mica de violí. Formà part de la banda de la seva unitat durant el servei militar, i en aquest hi conegué el que seria el seu gran mestre, Francesc Tàrrega, que el formà com a guitarrista, tant en el vessant tècnic com en l'humanístic (1898-1909), i a qui sempre servà veneració. En morir Tàrrega, Fortea s'instal·là a Madrid, on desenvolupà una brillant carrera d'instrumentista (amb actuacions al Teatre de la Comedia, a l'Ateneo i al Círculo de Bellas Artes). També hi crea una acadèmia de guitarra i fundà la que seria prestigiosa editorial de partitures, la Biblioteca Fortea (encara en actiu el 1974), que es dedica preferentment a la música per a guitarra, amb obres originals i transcripcions.
L'any 1934, un dels seus alumnes de guitarra, el futur productor cinematogràfic Serafín Ballesteros, decidí fer Fortea protagonista d'un curtmetratge: Un cuento de Navidad, amb direcció de José Luís Sáenz de Heredia. En els anys 40, en la postguerra, Fortea va ser detingut fortuïtament per raons polítiques i des de la presó d'Ocaña compongué pàgines d'una gran bellesa, d'on en destaca la Balada, Op. 47 (1947).
L'ajuntament de Benlloc el declarà fill il·lustre.

## Obres per a guitarra
- Alegrías sobre temas populares (1958)
- Allegro de concierto, Op. 11
- Balada, Op. 47 (1947)